# Jean Réville
Jean Réville, född den 6 november 1854 i Rotterdam, död den 6 maj 1908 i Paris, var en fransk teolog och religionshistoriker. Han var son till Albert Réville.
Réville studerade i Tyskland (Berlin och Heidelberg), verkade 1880–1883 som präst och senare som religionslärare vid Lycée Henri IV. År 1886 blev han professor i patristik och kyrkohistoria vid École des hautes études; sedan två år förut var han medredaktör av "Revue de l'histoire des religions". Här verkade Réville till 1894, då han kallades att inta en professur i samma ämnen vid den protestantisk-teologiska fakulteten i Paris. Denna ställning fick han inneha till 1907, då i sammanhang med kyrkans skiljande från staten den protestantiska teologiska fakulteten skildes från universitetet. Réville kallades då till professor vid Collège de France. Bland Révilles skrifter, av vilka några översatts till tyska och engelska, kan nämnas La doctrine du Logos dans le IV:e évangile et dans les oeuvres de Philon (1881), La religion à Rome sous les Sévères (1886; på tyska 1888), Les origines de l'épiscopat (1894), Le quatrième évangile. Son origine et sa valeur historique (1900; 2:a upplagan 1902), Le protestantisme libéral, ses origines, sa nature, sa mission (1903, översatt till engelska, tyska och holländska) och Le prophétisme hébreu (1905).